# Jezioro Grotowskie
Jezioro Grotowskie – jezioro w woj. lubuskim, w powiecie strzelecko-drezdeneckim, w gminie Drezdenko, leżące na terenie Kotlina Gorzowskiej.

## Dane morfometryczne
Powierzchnia zwierciadła wody wynosi 12,5 ha.
Zwierciadło wody położone jest na wysokości 37,0 m n.p.m.

## Hydronimia
Według urzędowego spisu opracowanego przez Komisję Nazw Miejscowości i Obiektów Fizjograficznych (KNMiOF) nazwa tego jeziora to Jezioro Grotowskie.